# Kiss György (orvos, 1923)
Kiss György (Szentgerice, 1923. november 27. –) orvos, hematológus, orvosi szakíró.

## Életútja
Középiskolát a marosvásárhelyi Református Kollégiumban végzett (1942), diplomát a Bolyai Tudományegyetem orvostudományi karán szerzett (1948). Pályáját a Marosvásárhelyi Orvosi és Gyógyszerészeti Egyetem (OGYI) gyógyszertani tanszékén tanársegédként kezdte, majd a marosvásárhelyi vérközpont főorvosa (1949–81). Hematológiai kutatásairól román és magyar szakfolyóiratokban számolt be. Az Orvosi Szemle munkatársa. A budapesti Ideggyógyászati Szemle közölte értekezését a heveny exogén pszichózisok sorozatos vérátömlesztéssel való új, eredményes kezeléséről (1957). Népszerűsítő cikkei jelentek meg A Hét, Vörös Zászló hasábjain, több száz egészségügyi előadását a Vöröskereszt és a Tudomány és Kultúra Terjesztő Társaság szervezte meg.

## Önálló kötetei
- Ritmusos életjelenségek vizsgálata az élő szervezetben (Marosvásárhely, 1948)
- A véradók osztályának munkájáról és véradók kivizsgálásának jelentőségéről (Marosvásárhely, 1957)
- Az életmentő vér (Egészségügyi Kiskönyvtár, Marosvásárhely, 1959)
- Amit a véradásról, vérátömlesztésről tudni kell (1969)
- Unele aspecte ale hematologiei transfuzionale la operațiile pe cord deschis (1979)